# Lieja-Bastoña-Lieja 1957
La Lieja-Bastogne-Lieja 1957 fue la 43.ª edición de la clásica ciclista Lieja-Bastoña-Lieja. La carrera se disputó el domingo 5 de mayo de 1957, sobre un recorrido de 255 km. El título final fue concedido ex aequo a los belgas Frans Schoubben (Peugeot-BP) y Germain Derijcke (Faema). Su compatriota Marcel Buys (Libertas) completó el podio.
Germain Derijcke fue el primero en cruzar la línea, pero debido a que atravesó por un cruce ferroviario cerrado, el corredor en segundo lugar, Frans Schoubben, fue promovido también al primer lugar. Derijcke no fue descalificado, porque había ganado por tres minutos de ventaja, pero los jueces consideraron que no había ganado tanto tiempo al cruzar ilegalmente el cruce ferroviario.

## Clasificación final
| Posición | Ciclista             | Equipo              | Tiempo   |
| -------- | -------------------- | ------------------- | -------- |
| 1        | Frans Schoubben      | Peugeot-BP          | 6h11'59" |
| 1        | Germain Derijcke     | Faema               | ex æquo  |
| 3        | Marcel Buys          | Libertas            | a 2'46"  |
| 4        | Martin Van Geneugden | Mercier             | a 5'37"  |
| 5        | Jozef Planckaert     | Peugeot-BP          | a 7'04"  |
| 6        | Jan Zagers           | Girardengo          | s.t.     |
| 7        | Ernest Heyvaert      | Carpano-Coppi       | a 7'53"  |
| 8        | Sante Ranucci        | Legnano             | a 8'11"  |
| 9        | Louison Bobet        | Bobet-BP-Hutchinson | a 13'30" |
| 10       | Joseph Theuns        | OK-Cycle Vinke      | a 13'48" |